# Metaseiulus pini
Metaseiulus pini är en spindeldjursart som först beskrevs av Chant 1955.  Metaseiulus pini ingår i släktet Metaseiulus och familjen Phytoseiidae. Inga underarter finns listade i Catalogue of Life.